# Solterheide
De Solterheide is een gebied van 835 ha, dat gelegen is op het Kempens Plateau tussen Opitter en Neerglabbeek in de Belgische provincie Limburg. Het is onderdeel van de Duinengordel en daarmee ook onderdeel van het Nationaal Park Hoge Kempen.
Het gebied dat tussen 60 en 75 m hoogte is gelegen, bestaat vooral uit naaldbos, maar daarnaast zijn er ook akkers, houtwallen en kastanjelanen. Aan de oostkant wordt het gebied begrensd door een steilrand, die de overgang naar de Vlakte van Bocholt vormt. Aan de noord- en westrand vindt men de Itterbeek en de Baatsbeek. Aan de zuidwestzijde sluit de Solterheide aan op het Gruitroderbos.
De Solterheide werd bedreigd door zand- en grindwinning, welke hier heeft plaatsgevonden en in reactie waarop in 1990 het Natuurbehoud Actie Neerglabbeek (NAN) werd gevormd. De plannen voor verdere winning werden uiteindelijk opgeschort.
De hier beschreven Solterheide maakte deel uit van het bij Gruitrode behorende deel van Solt (Opsolt). Meer naar het oosten ligt ook een veel kleiner gebied van dezelfde naam, dat deel uitmaakte van het vanouds tot Maaseik behorende Neersolt.